# 分流炮台
22°11′54.42″N 113°51′04.61″E / 22.1984500°N 113.8512806°E
分流炮台（史籍中又名雞翼角炮台、大嶼山炮台或石筍炮台）位於香港新界大嶼山西南端分流半島的70米高地上，面積約966平方米。有一些學者認為此炮台初建於明代以防禦海盜，但亦有人認為是建於清代以打擊走私鴉片的商人，無論如何分流炮台已確認為是香港最早建成的炮台。分流炮台一度被海盜佔據，在海盜投降後又一度運作。一般估計炮台在新界租予英國後開始處於荒廢狀態。在被雜草覆蓋多年後，香港政府於1981年宣佈分流炮台為法定古蹟，並展開了一共兩期的修繕工作。

## 名稱

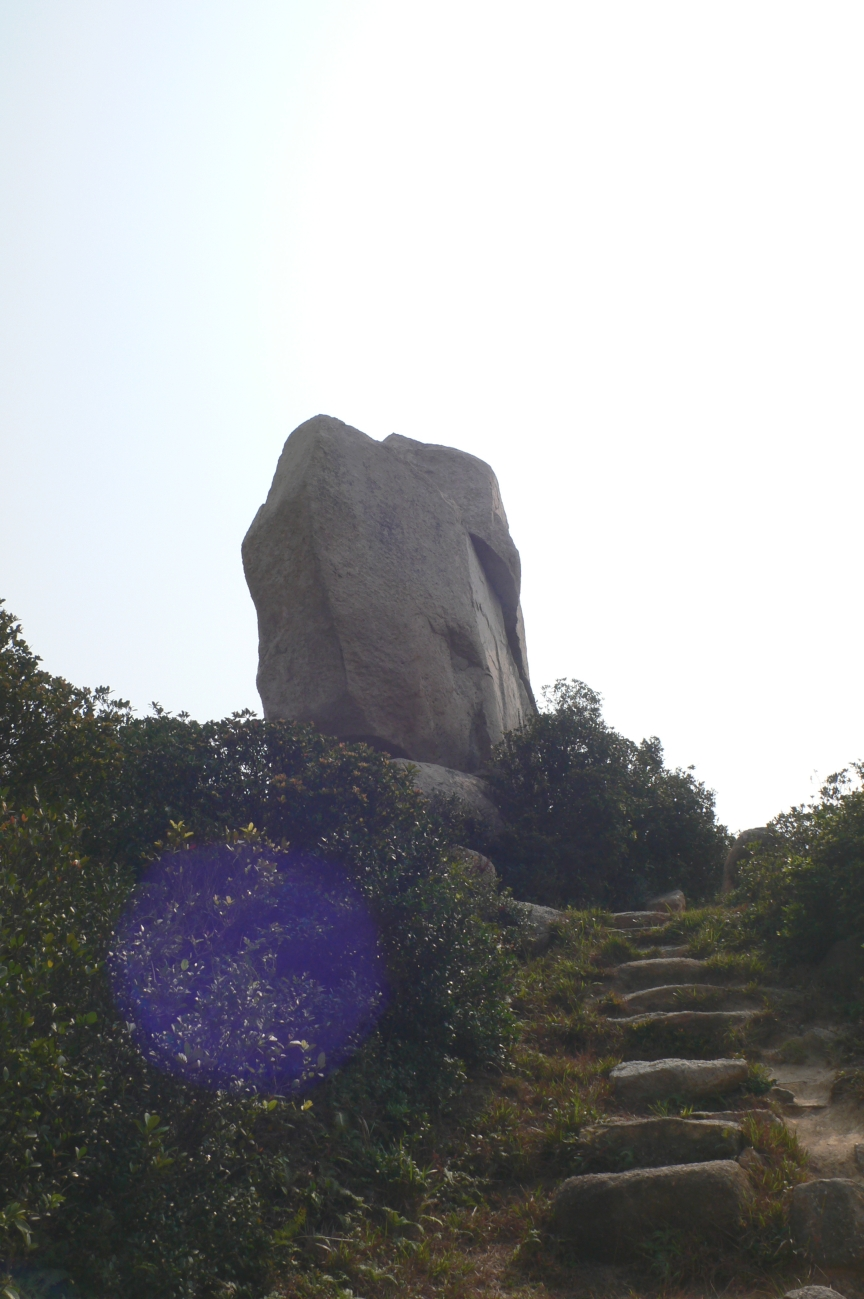
分流石筍

除了現時官方所使用的「分流炮台」外，此炮台以往在不同的歷史文獻中有不同的名字，例如「雞翼角炮台」（見於《廣東通志》嘉慶刊本）、「大嶼山炮台」（見於《廣東通志》另一海防圖）或「石筍炮台」（見於《廣州府志》光緒刊本）。其中，「雞翼角炮台」的來源可能是因為炮台的所以處於大嶼山一處如雞翅（雞翼）似的岬角故而得名；而分流半島上的分流村古稱石筍村，相傳以前有一看似人面的石筍立於岬角高處，因而得此名。

## 建築及軍事駐防狀況
分流炮台長約64米，闊約21米，以花崗石及青磚疊砌而成。城牆的高度和厚度約分別為1至4米。炮台的門和東，門頂有七個杉眼，用作上杉關門。進門前行有階梯，可以登上南牆瞭望。城外另鋪有石路。由於炮台的面積很小，估計炮台的用途主要為駐軍以執行海防任務。
隸屬於駐紮大嶼山北面的大鵬協水師右營（大鵬協水師左營則駐紮於深圳鵬城村大鵬守禦千戶所城 ）的分流炮台相傳起初佈有兵房二十所，並大炮共八門。1820年時守兵共48人，由一名千總統領，但其後駐兵減至30人。隨著新界被租予英國，分流炮台被清廷廢棄。有報道曾指炮台何時被棄置則無確實日期，但據1836年的大嶼山縣誌地圖，炮台當時仍有旌旗，而1841-42年的英國資料則顯示為古老炮台的廢址，故合理推斷是1830年代中至1840年代被棄置。

## 歷史
有一些學者認為分流炮台初建於明代以防禦當時為患各沿海地區的海盜，但亦有說法認為炮台乃建於清代用作對抗海盜及走私鴉片的商人的侵擾。。關於炮台的建築，較明確的記載可見於《澳門記略》乾隆刊本（1753年），書中指在雍正七年（1729年）時於大嶼山「兩山各設炮台」，其中一座被認為是現時的分流炮台，所以分流炮台根據古物古蹟辦事處的估計270多年的歷史之久。
自萬曆十四年（1584年）始分流已是南來船隻進入廣州的兩條航道之一，航道的保衛工作已是十分重要，到了康熙廿三年（1684年）撤銷遷界令後，分流炮台再度設防，成為與深圳的南頭城和赤灣炮台成為復界之後的三大海防要塞。
分流炮台曾一度被海盜佔據，及後至1810年間海盜陸續向清廷投誠時，炮台才得以重新運作，在1820年間亦有官兵參與一些民間捐獻的紀錄。根據1842年來港駐防的英軍的說法，分流炮台己於當時處於廢棄狀態，不過這又與1842年刊的《廣東通志》與1879年刊的《廣州府志》兩本地方志所指分流炮台共有三十人駐守之說法有所衝突。
炮台被廢棄的年份，依古物古蹟辦事處的說法為1900年，估計與新界的租借（《展拓香港界址專條》）有關。至1981年為止，分流炮台一直被野生植物覆蓋。

## 修繕工作
香港政府於1981年11月宣佈分流炮台為法定古蹟，炮台的第一期修繕工作由建築拓展署於1985年9月完成，期間費用得到香港賽馬會的資助。建築署於1990年開展第二期的工程，在炮台進行了大規模的修葺，並改善了炮台周圍的環境和設施以方便遊人前往參觀。第二期的工程於1991年完成。

## 鄰近旅遊景點
- 分流石圓環
- 分流天后廟
- 狗嶺涌
- 雞翼角

## 遠足路線
- . 山上行 www.walkonhill.com. 10月10日  [2012-09-18]. （原始内容存档于2020-04-29）.

## 外部連結
- Google Map中的分流 （页面存档备份，存于）
- 古物古蹟辦事處— 大嶼山分流炮台 （页面存档备份，存于）
- 漁農自然護理署- 南大嶼郊野公園（页面存档备份，存于）
- 分流炮台的展板
- 分流-大澳海路遊
- 香港地極–分流